# إيميل ويسليس
إيميل ويسليس (بالإنجليزية: Emile Wessels)‏ هو لاعب اتحاد الرغبي ناميبي، ولد في 27 يونيو 1979 في ويندهوك في ناميبيا.

## وصلات خارجية
- إيميل ويسليس عل موقع إسبنسكروم (الإنجليزية)
- إيميل ويسليس على موقع ItsRugby.co.uk (الإنجليزية)